# Petr Bůžek
Petr Bůžek (* 15. května 1947) je bývalý český fotbalista.

## Fotbalová kariéra
V československé lize hrál za TJ Gottwaldov. Nastoupil v 17 ligových utkáních. Gól v lize nedal. Vítěz Českého a Československého poháru 1970.

## Ligová bilance
| Ročník                                   | Zápasy | Góly | Minuty | Klub          |
| ---------------------------------------- | ------ | ---- | ------ | ------------- |
| 1. československá fotbalová liga 1969/70 | 14     | 0    | 681    | TJ Gottwaldov |
| 1. československá fotbalová liga 1970/71 | 3      | 0    | 198    | TJ Gottwaldov |
| CELKEM                                   | 17     | 0    | 879    |               |